# Naemacyclus macularis
Naemacyclus macularis är en svampart som först beskrevs av Berk. & M.A. Curtis, och fick sitt nu gällande namn av Pier Andrea Saccardo 1889. Naemacyclus macularis ingår i släktet Naemacyclus, klassen Leotiomycetes, divisionen sporsäcksvampar och riket svampar.   Inga underarter finns listade i Catalogue of Life.